# Antonino Parrinello
Antonino Casimiro Parrinello (Castelvetrano, província de Trapani, 2 d'octubre de 1988) és un ciclista italià, membre de l'equip GM Europa Ovini.

## Palmarès
- 2009
  - 1r al Gran Premi de la vila d'Empoli
- 2010
  - 1r al Gran Premi Chianti Colline d'Elsa
  - 1r al Trofeu Rigoberto Lamonica
- 2011
  - 1r a la Ruta d'Or
  - 1r a la Gara Ciclistica Montappone
  - 1r al Gran Premi de la Indústria del Cuir i de la Pell
- 2016
  - 1r a la Ronda de l'Oise
  - 1r a la Copa dels Carpats
- 2017
  - 1r al Gran Premi Adria Mobil

## Resultats
- Resultats a cyclingarchives.com
- Resultats a cyclebase.nl
- Resultats a museociclismo.it
- Resultats a procyclingstats.com